# Strix aluco
El cárabo común (Strix aluco) es un ave rapaz de tamaño medio del orden de las estrigiformes que es común en los bosques de gran parte de Eurasia y de algunas zonas del centro y este de Asia. El plumaje de su parte ventral es pálido con rayas oscuras, mientras que el de su parte dorsal puede ser marrón o gris, aunque varias de las once subespecies reconocidas presentan ambas variantes de coloración. Generalmente construye su nido dentro del hueco de un árbol, y los huevos y recién nacidos son protegidos ferozmente por los padres de los posibles depredadores. Es un ave no migratoria y altamente territorial, lo que provoca que muchos ejemplares jóvenes mueran de hambre si no pueden encontrar un territorio vacante una vez que se separan de los padres.
Esta ave de presa nocturna caza principalmente roedores, por lo general esperando a lanzarse desde una percha o rama para capturar a la víctima, que es tragada entera, aunque en áreas urbanas su dieta incluye una mayor proporción de aves. Para su cacería nocturna cuenta con adaptaciones visuales y auditivas y es auxiliada por su vuelo silencioso. El cárabo común es capaz de atrapar lechuzas más pequeñas, pero a su vez puede ser presa del búho real y el azor, y los zorros son una causa importante de muerte entre los polluelos.
A pesar de que generalmente se dice que esta lechuza tiene una visión nocturna excepcional, su retina no es más sensible que la de un humano; sin embargo, sus oídos posicionados asimétricamente le dan al cárabo común una excelente audición direccional. Sus hábitos nocturnos y su característico llamado, considerado espeluznante y fácilmente imitable, han hecho que se le asocie mitológicamente con la mala suerte y la muerte.

## Morfología
El cárabo común es un ave robusta de apariencia rechoncha, de 37-40 cm de altura con una envergadura de 80-95 cm y que puede superar los 600 g de peso. Su ancha y redondeada cabeza carece de penachos o copetes en las orejas (como los que tienen los búhos cornudos). A diferencia de la mayoría de los estrígidos, sus ojos son de un solo color, el cual puede ser negro o café oscuro, mientras que el disco facial que los rodea generalmente es bastante simple, de color gris pardusco. Su pico es fuerte, curvado y afilado, de color amarillo verdoso, y el borde de sus párpados es de color rosado. Los tarsos y los dedos de sus patas están emplumados, y cuentan con afiladas uñas negras.
La subespecie nominal cuenta con dos morfos que difieren en el color del plumaje; en una de ellas, la parte dorsal del plumaje es de color castaño rojizo, y en la otra, café grisáceo, aunque también los hay en tonos intermedios. En ambos casos presenta una hilera diagonal de manchas blancas a cada lado de su zona dorsal, mientras que la parte ventral de ambas formas es blanquecina con franjas cafés. Esta especie presenta además dimorfismo sexual, ya que la hembra es más grande que el macho, un 5 % más ancha y un 25 % más pesada.
El cárabo común vuela siguiendo largas trayectorias con sus redondeadas alas, de forma menos ondulante y con menos aleteos que otros estrígidos europeos, y generalmente a mayor altura. Al igual que con la mayoría de las estrígidos, su vuelo es silencioso debido a la suave y afelpada superficie superior de sus plumas y a un fleco en sus plumas primarias exteriores. Su tamaño, su forma regordeta y sus alas cortas pero anchas la distinguen de otros cárabos, búhos y lechuzas que habitan en las mismas zonas que ella; el cárabo lapón, el búho real y el cárabo uralense, por ejemplo, son similares en forma, pero son mucho más grandes.

### Visión

Rango de visión del cárabo (derecha) comparado con el de una paloma (izquierda).

Los ojos de este cárabo se localizan al frente de la cabeza y cubren un campo de visión del 50-70 %, dándole una mejor visión binocular que la de las aves de presa diurnas (visión del 30-50 %). La retina del cárabo común cuenta con aproximadamente 56 000 bastones sensibles a la luz por cada milímetro cuadrado; aunque se han descartado antiguas teorías de que podía ver dentro de la parte infrarroja del espectro electromagnético, todavía es común la idea de que tiene una visión de 10 a 100 veces mejor que la humana en condiciones de poca luz. No obstante, la base experimental para esta afirmación probablemente es inexacta al menos por un factor de 10. La verdadera agudeza visual del cárabo apenas es un poco mejor que la del hombre, y cualquier incremento en la sensibilidad se debe a factores ópticos y no a una gran sensibilidad retinal; de hecho, tanto humanos como cárabos han alcanzado el límite de resolución para las retinas de los vertebrados terrestres.

La retina del cárabo tiene una sola fóvea.

Sus adaptaciones para la visión nocturna incluyen el gran tamaño de sus ojos, su forma tubular, el gran número de bastones retinales con que cuentan y la ausencia de conos —responsables de la visión en color—, dado que la distinción de colores es innecesaria durante la noche. A diferencia de las aves de presa diurnas, los estrígidos normalmente solo tienen una fóvea, que está pobremente desarrollada excepto en cazadoras diurnas como la lechuza campestre.

### Audición
La audición es importante para un ave de presa nocturna, y al igual que con otras aves emparentadas, los dos orificios auditivos del cárabo común difieren en estructura uno del otro y están colocados asimétricamente en la cabeza para mejorar la audición direccional. Un conducto a través del cráneo conecta los tímpanos, y la pequeña diferencia en el tiempo de llegada de un sonido en cada oído permite que la fuente sea ubicada. El orificio izquierdo se encuentra más arriba en la cabeza que el oído derecho y se encuentra inclinado hacia abajo, de manera que es más sensible a los sonidos provenientes de abajo. Ambos orificios se encuentran ocultos bajo un tipo de plumas del disco facial que se especializan estructuralmente en ser transparentes al sonido, apoyadas además por una capa plegadiza de piel.
La estructura interna del oído, que cuenta con una gran cantidad de neuronas auditivas, le da una mayor capacidad de detección de sonidos de baja frecuencia a cierta distancia, como puede ser el crujido que provoca una presa al moverse entre vegetación. El oído del cárabo común es diez veces mejor que el del humano, y puede cazar usando solamente este sentido en la oscuridad del bosque en una noche nublada, aunque cuando llueve, el golpeteo de las gotas de agua le dificulta detectar sonidos débiles; un clima húmedo prolongado puede ser causa de inanición si el cárabo no es capaz de cazar efectivamente.

### Variación geográfica
Aunque ambas variedades de color se presentan en gran parte de su zona de distribución europea, los cárabos marrones predominan en el clima más húmedo de Europa occidental, mientras que la variedad gris es más común al este; en las regiones más septentrionales, prácticamente todos los cárabos son de color gris. Las subespecies de Siberia y Asia Central tienen plumaje gris con blanco, la de África del Norte es entre gris oscuro y marrón, y los ejemplares del sur y este de Asia tienen partes ventrales con barras, no rayas, y finas líneas alrededor del disco facial. Las subespecies siberianas y escandinavas son 12 % más grandes, 40 % más pesadas y tienen alas 13 % más largas que las de Europa occidental, coincidiendo con la regla de Bergmann que predice que las variedades norteñas generalmente son más grandes que sus contrapartes sureñas.
El color del plumaje es controlado genéticamente, y estudios en Finlandia e Italia indican que los cárabos grises tienen más éxito reproductivo, mejor resistencia inmunitaria y menos parásitos que los ejemplares marrones. Aunque esto puede sugerir que finalmente la variedad marrón podría desaparecer, los cárabos no muestran preferencia alguna respecto al color cuando eligen pareja. También hay factores ambientales involucrados. El estudio italiano mostró que las aves de la variedad marrón vivían en bosques más densos, y en Finlandia, la regla de Gloger sugeriría que las aves más pálidas predominarían en el clima más frío.

## Taxonomía

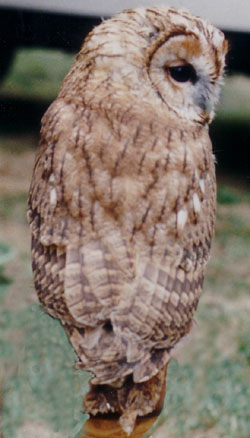
Un ejemplar, posiblemente de la subespecie occidental S. a. sylvatica.

Esta especie fue descrita por primera vez por Linneo en 1758 en su Systema naturae con su actual nombre científico. La nomenclatura binominal se deriva del griego strix («lechuza») y del italiano allocco, que a su vez proviene del latín ulucus («chillido»), es decir, «lechuza que chilla», aunque en realidad sea incorrecto llamarlo lechuza.
El cárabo común es miembro del género Strix, que es precisamente el de los cárabos, parte de la familia Strigidae donde están incluidos además los búhos y otras aves rapaces emparentadas, con la excepción de los titónidos. Dentro de su género, los parientes más cercanos del cárabo común son el cárabo árabe (Strix butleri), siendo considerados anteriormente una misma especie; su vecino norteño de mayor tamaño, el cárabo uralense (S. uralensis) y el cárabo norteamericano (S. varia). Strix intermedia, originario del Pleistoceno Temprano-Medio, en ocasiones es considerado una paleosubespecie del cárabo común, lo que la convertiría en su ancestro inmediato.
Las subespecies del cárabo común en general se diferencian escasamente, y puede que estén en una fase flexible de formación de subespecies presentando características relacionadas con la temperatura ambiental, el color predominante en su hábitat y la cantidad de alimento disponible. En consecuencia, muchos autores han descrito entre 10 y 15 subespecies. Las subespecies reconocidas se enlistan a continuación.
| Subespecie          | Distribución                                                                      | Descrita por (paréntesis indican que fue descrita originalmente en otro género) |
| ------------------- | --------------------------------------------------------------------------------- | ------------------------------------------------------------------------------- |
| S. a. aluco         | Norte y centro de Europa desde Escandinavia hasta el Mediterráneo y el mar Negro. | Linneo, 1758                                                                    |
| S. a. sylvatica     | Oeste de Europa incluyendo Gran Bretaña.                                          | Shaw, 1809                                                                      |
| S. a. nivicola      | De Nepal al sureste de China, en Birmania y Tailandia.                            | (Blyth, 1845)                                                                   |
| S. a. biddulphi     | Noroeste de la India y Pakistán.                                                  | Scully, 1881                                                                    |
| S. a. willkonskii   | De Palestina al norte de Irán y el Cáucaso.                                       | (Menzbier, 1896)                                                                |
| S. a. mauritanica   | Noroeste de África de Marruecos a Túnez y Mauritania.                             | (Witherby, 1905)                                                                |
| S. a. sanctinicolai | Oeste de Irán, noroeste de Irak.                                                  | (Zarudny, 1905)                                                                 |
| S. a. ma            | Noreste de China y Corea.                                                         | H. L. Clark, 1907                                                               |
| S. a. harmsi        | Turkmenistán.                                                                     | (Zarudny, 1911)                                                                 |
| S. a. siberiae      | Centro de Rusia de los Urales al oeste de Siberia.                                | Dementiev, 1933                                                                 |
| S. a. yamadae       | Taiwán.                                                                           | Yamashina, 1936                                                                 |

## Distribución y hábitat

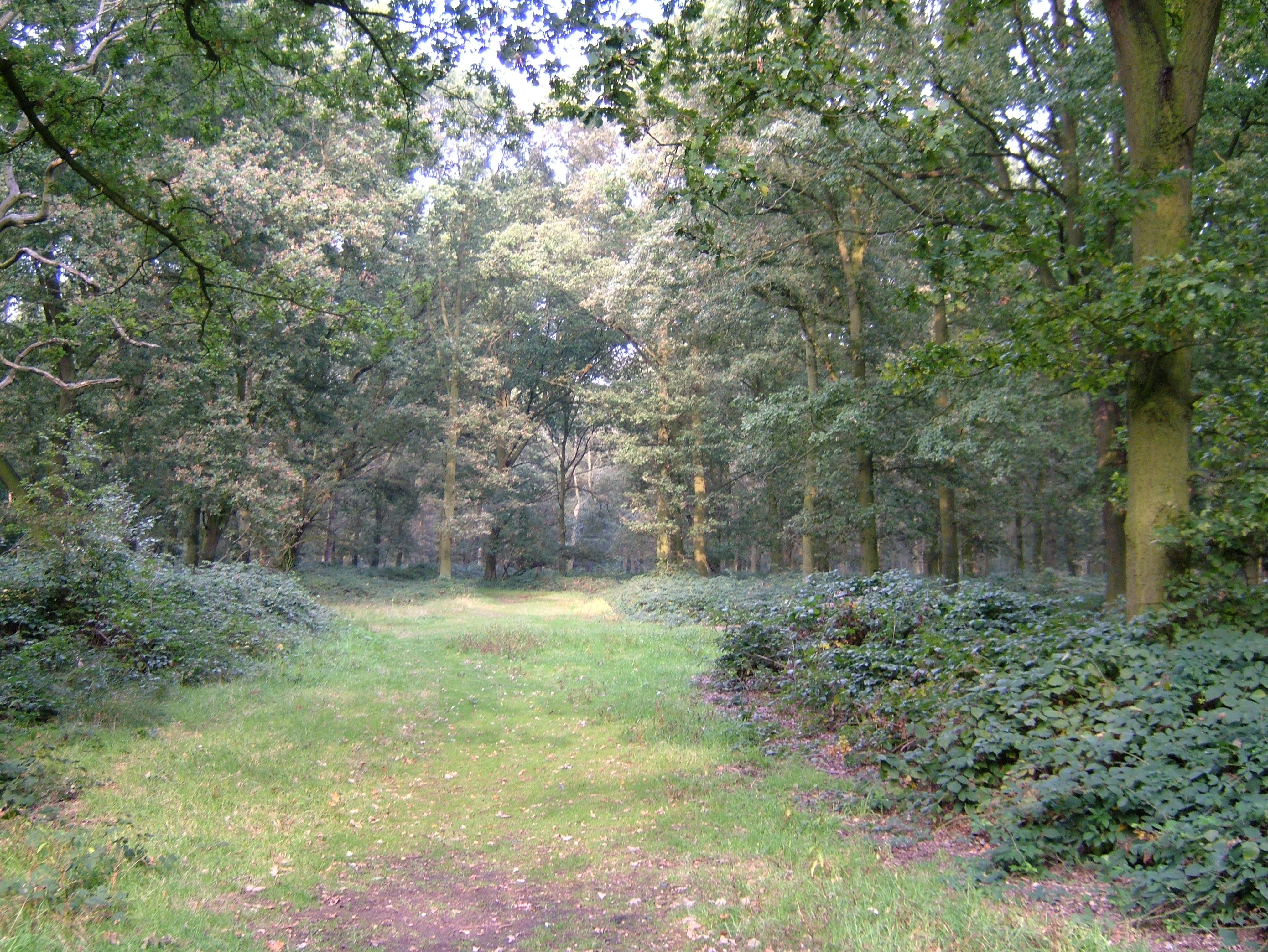
Los bosques caducifolios son su hábitat predilecto.

El cárabo común se distribuye a lo largo de dos núcleos de población principales: uno que abarca la parte templada de Eurasia desde Gran Bretaña y la península ibérica hasta Siberia occidental, así como una parte del noroeste de África con la subespecie S. a. mauritanica, y otro que ocupa China, Corea, Taiwán, el noreste de la India y parte de los Himalayas. Este cárabo, que esencialmente no es migratorio, está ausente en Irlanda, y en raras ocasiones se le encuentra en las Islas Baleares y Canarias, aunque nidifica en todas las comunidades de la España peninsular.
Se puede hallar a esta especie en bosques caducifolios y mixtos, y en ocasiones en plantaciones maduras de coníferas, prefiriendo zonas con disponibilidad de agua. Lugares como cementerios, jardines y parques le han permitido extenderse dentro de las áreas urbanas, como ha sucedido, por ejemplo, en el centro de Londres. El cárabo común es principalmente un ave de tierras bajas en las partes más frías de su rango de distribución, pero llega a reproducirse a 550m s. n. m. en Escocia, 1600 m s. n. m. en los Alpes, 2350 m s. n. m. en Turquía y hasta 2800 m s. n. m. en Birmania.
El cárabo común tiene un rango geográfico de al menos 10 millones de km² y una gran población, estimada en 970 000–2 000 000 de ejemplares tan solo en Europa. La tendencia poblacional no ha sido cuantificada, pero hay evidencias que sugieren un incremento. No se considera que la población de esta ave cumpla con los criterios de la Lista Roja de la UICN de decrecer más del 30 % en diez años o tres generaciones y por lo tanto es catalogada dentro de la categoría de preocupación menor. Esta especie ha expandido su rango hasta Bélgica, los Países Bajos, Noruega y Ucrania, y sus poblaciones son estables o van en incremento en la mayoría de los países europeos. Se han observado, no obstante, declives en Finlandia, Estonia, Italia y Albania. Algunos factores que ponen en riesgo su supervivencia son el uso indiscriminado de plaguicidas, la destrucción de su hábitat —en especial a causa de incendios— y las plantaciones de árboles jóvenes, ya que éstos no suelen contar con cavidades para que aniden.

## Comportamiento

### Reproducción

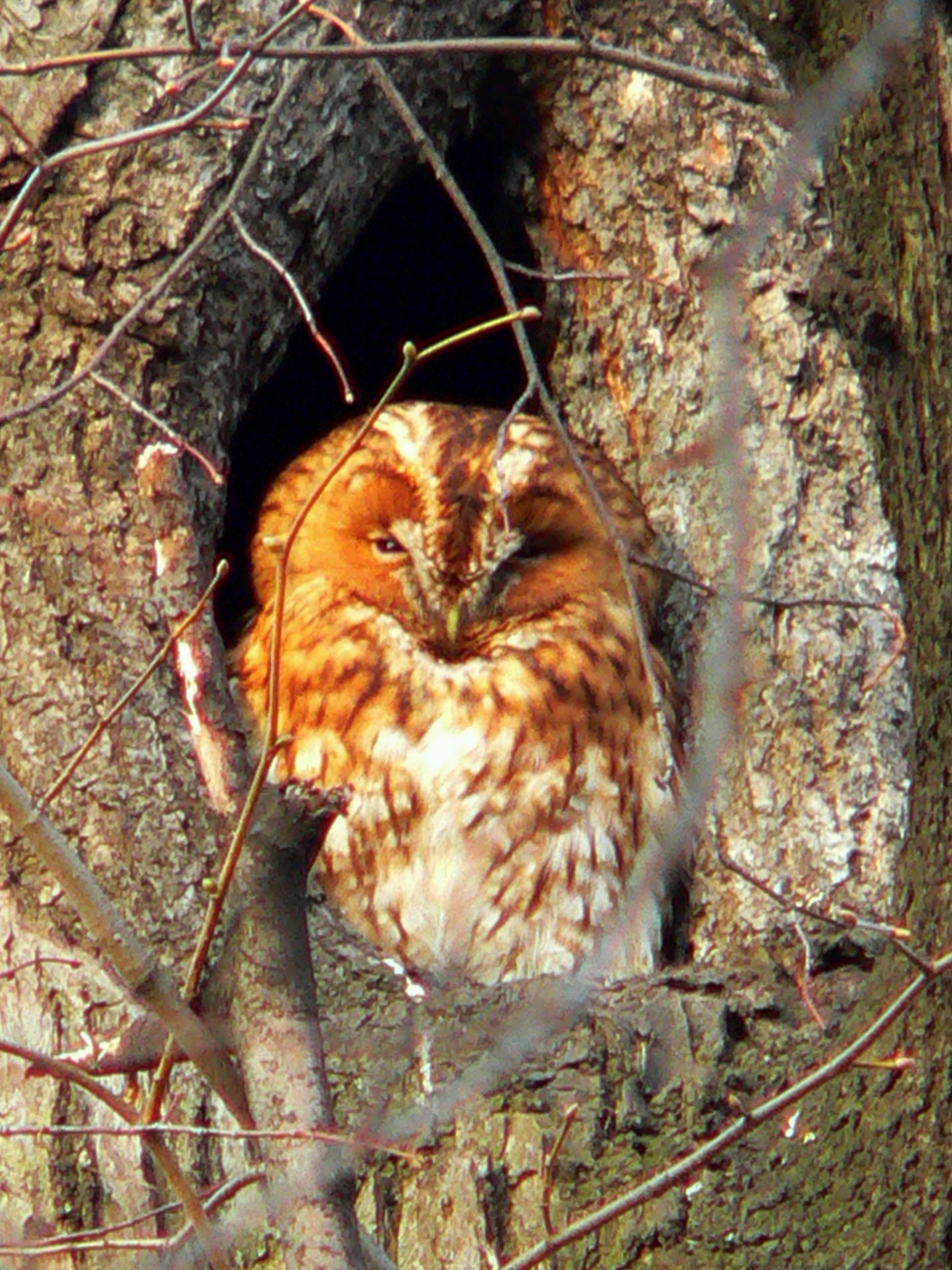
Los cárabos anidan principalmente dentro de cavidades en árboles.

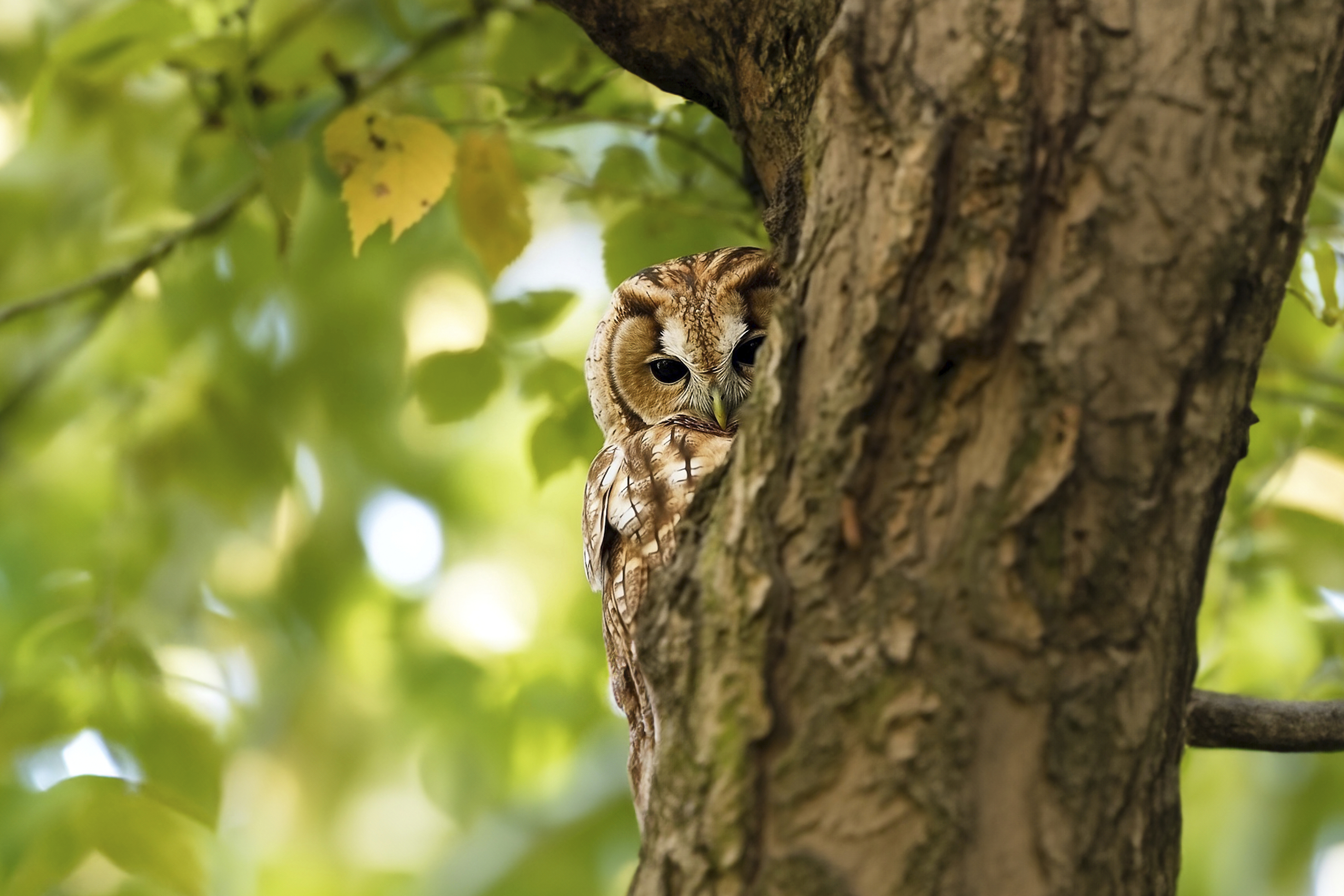
Cárabo escondido en un árbol

Los cárabos comunes se emparejan a partir del año de edad, y permanecen juntos en una relación generalmente monogámica de por vida. El territorio de una pareja establecida es defendido por la misma durante todo el año, sin que sus límites cambien significativamente con el paso del tiempo. La pareja se resguarda en alguna rama durante el día, y generalmente descansan separados de julio a octubre. Algunos cárabos pueden ser descubiertos y molestados por otras aves pequeñas durante el día, pero generalmente ignoran dichas molestias.
El macho comienza la llamada de apareamiento, al cual responde la hembra, para proseguir con el apareamiento. Esta especie suele anidar dentro del hueco de un árbol, pero también puede usar viejos nidos de urracas y de ardillas, grietas en rocas o agujeros en edificios, e igualmente se adapta con facilidad a cajas nido. Anida de febrero en adelante en el sur de su zona de distribución, pero rara vez antes de mediados de marzo en Escandinavia. Los huevos de color blanco brillante miden aproximadamente 48 x 40 mm y pesan 40 g, donde la cáscara representa el 7 % del peso. La típica puesta es de tres o cuatro huevos y es incubada únicamente por la hembra durante 30 días hasta que nacen. Los polluelos altriciales se desarrollan en los siguientes 35-40 días, hasta que les salen las plumas y pueden empezar a volar. Los jóvenes generalmente dejan el nido —no definitivamente— hasta diez días antes de emplumarse, ocultándose en las ramas cercanas, aunque permanecen con sus padres por otros tres meses.
Esta especie defiende enérgicamente a su nido y sus polluelos, y al igual que otros cárabos, llega a atacar la cabeza del intruso con sus afilados talones. Dado que su vuelo es silencioso, puede pasar desapercibido para evitar peligros. Puede agredir a perros, gatos y humanos, a veces sin provocación. Quizá la víctima más conocida del feroz ataque del cárabo común sea el renombrado fotógrafo de aves Eric Hosking, quien perdió un ojo cuando fue atacado por un ejemplar mientras intentaba tomar una fotografía cerca de su nido. Más tarde llamaría a su autobiografía An Eye for a Bird («Un ojo por un ave»).

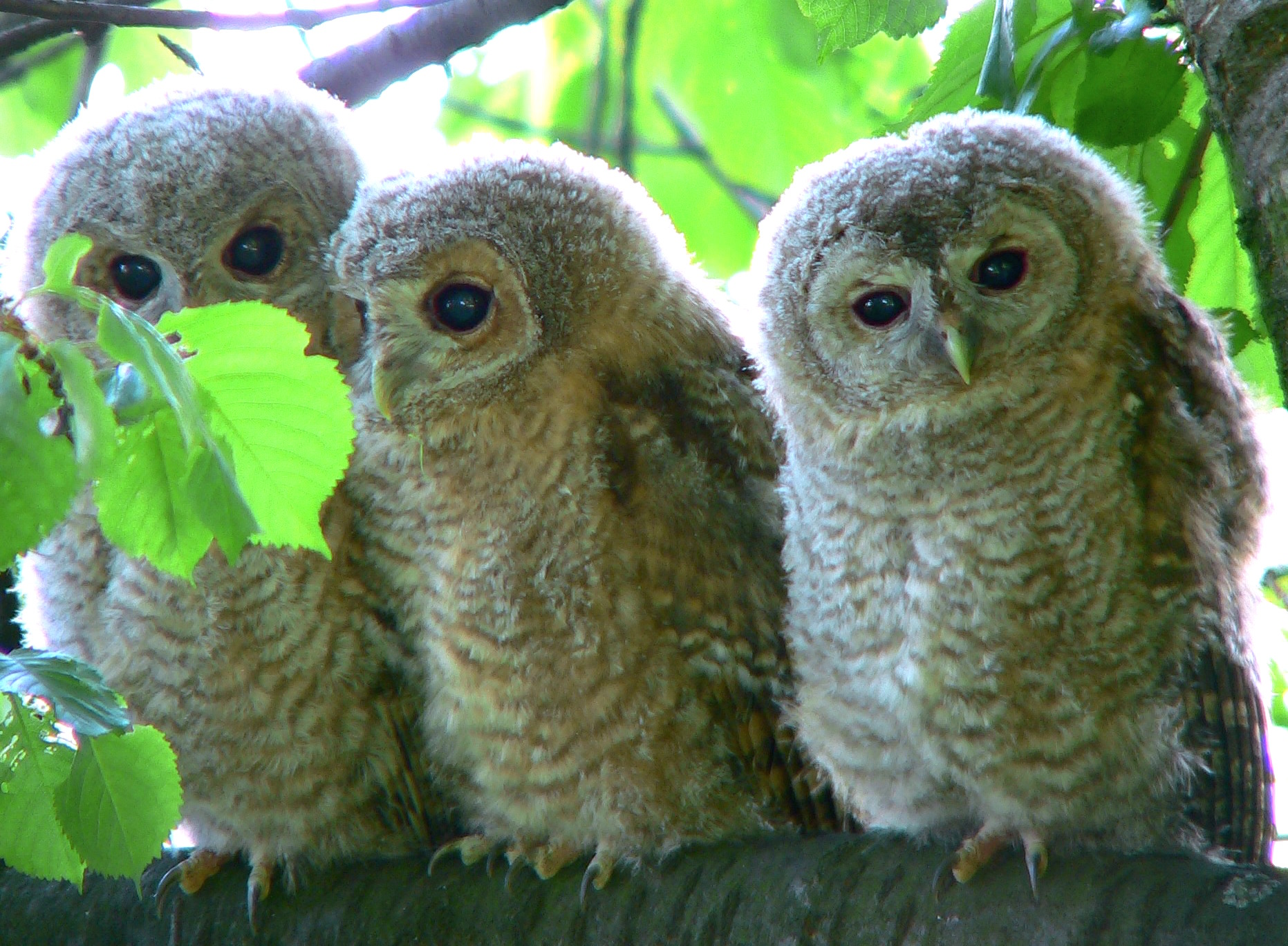
Los polluelos empiezan a salir del nido antes de que les salgan las plumas.

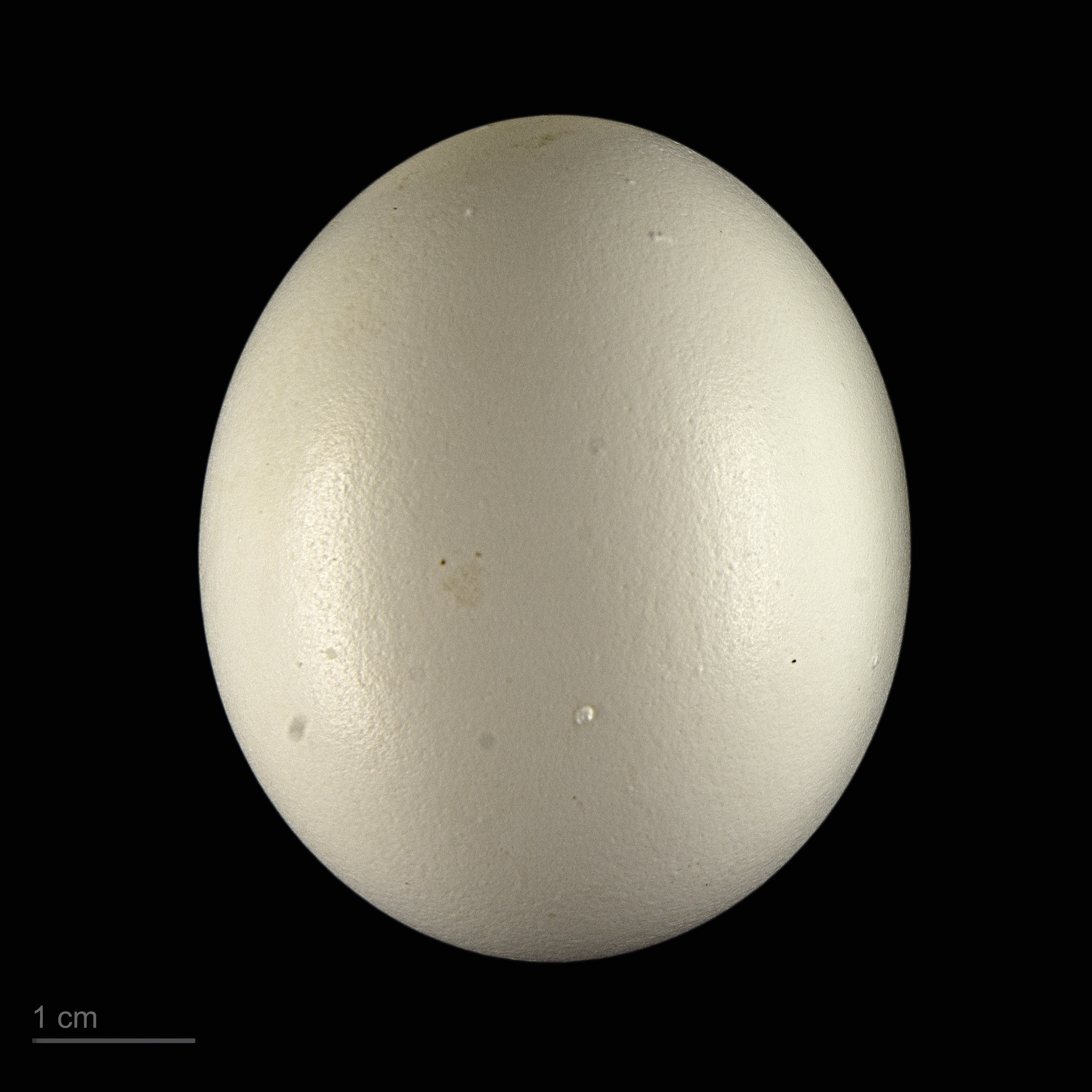
Strix aluco sylvatica - MHNT

Los padres cuidan de los jóvenes por dos o tres meses más después de que les salen las plumas, pero de agosto a noviembre éstos se dispersan para encontrar y ocupar un territorio propio. Si no encuentran un territorio vacante, generalmente mueren de hambre. Se desconoce la tasa de supervivencia de los ejemplares jóvenes, pero la tasa anual de supervivencia para los adultos es del 76,8 %. Su periodo de vida típico es de 5 años, pero se han registrado casos de una vida de 18 años de duración para un cárabo común salvaje, y de 27 años para un ave en cautiverio.
Los depredadores del cárabo común incluyen a aves de mayor tamaño como el cárabo uralense, los búhos, el azor y el ratonero común. Es posible que los nidos sean asaltados por martas, especialmente cuando utilizan cajas nido artificiales —ya que los hacen fáciles de encontrar—, y se han reportado casos de grajillas construyendo nidos encima del de una hembra de cárabo común empollando, causando su muerte y la de los polluelos. Un estudio danés mostró que la depredación por parte de mamíferos, especialmente el zorro rojo, era una causa importante de mortandad entre los ejemplares jóvenes recién emplumados, con el 36 % muriendo entre su periodo de emplumación y la llegada de su independencia. El riesgo de mortandad cambiaba según la época en que les salieran las plumas, de un 14 % si es en abril a más del 58 % en junio. Este hecho puede ser uno de los que propicie que esta especie prefiera iniciar sus nidadas en los primeros meses del año.

### Alimentación

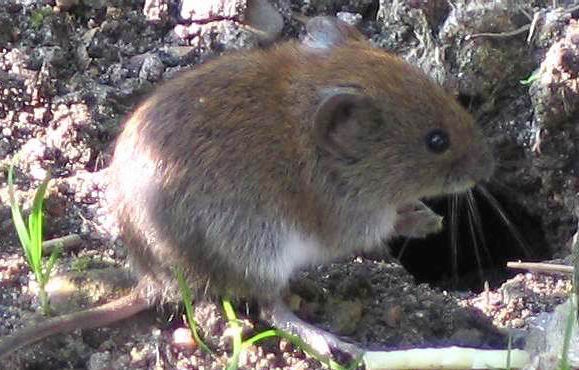
El topillo rojo es una de sus presas comunes.

El cárabo común acostumbra a cazar durante la noche, vigilando desde una rama antes de lanzarse o planear silenciosamente hacia su víctima, aunque en raras ocasiones puede cazar durante el día cuando debe alimentar a sus crías. Esta especie se alimenta de una amplia variedad de presas, principalmente roedores de bosque, pero también de otros mamíferos hasta del tamaño de un conejo joven, así como aves e insectos, particularmente lombrices de tierra y escarabajos. En áreas urbanas, las aves componen una mayor proporción de su dieta, e incluso han matado e ingerido especies como el ánade real y la gaviota tridáctila.
Generalmente se tragan la presa entera, para regurgitar más tarde las partes no digeribles en forma de egagrópilas. Estas son de tamaño medio y de color gris, y están formadas principalmente por pelo de roedor y huesos, y se les puede encontrar en montones debajo de árboles.
Otros estrígidos menos fuertes como el mochuelo común y el búho chico generalmente no pueden coexistir con el cárabo común, que es más fuerte y que los puede tomar como presas, por lo que se les encuentra en diferentes hábitats. De forma similar, cuando el cárabo común ha llegado a habitar en zonas con construcciones, tiende a desplazar a las lechuzas de sus sitios tradicionales de anidación en los edificios.

## Influencia cultural

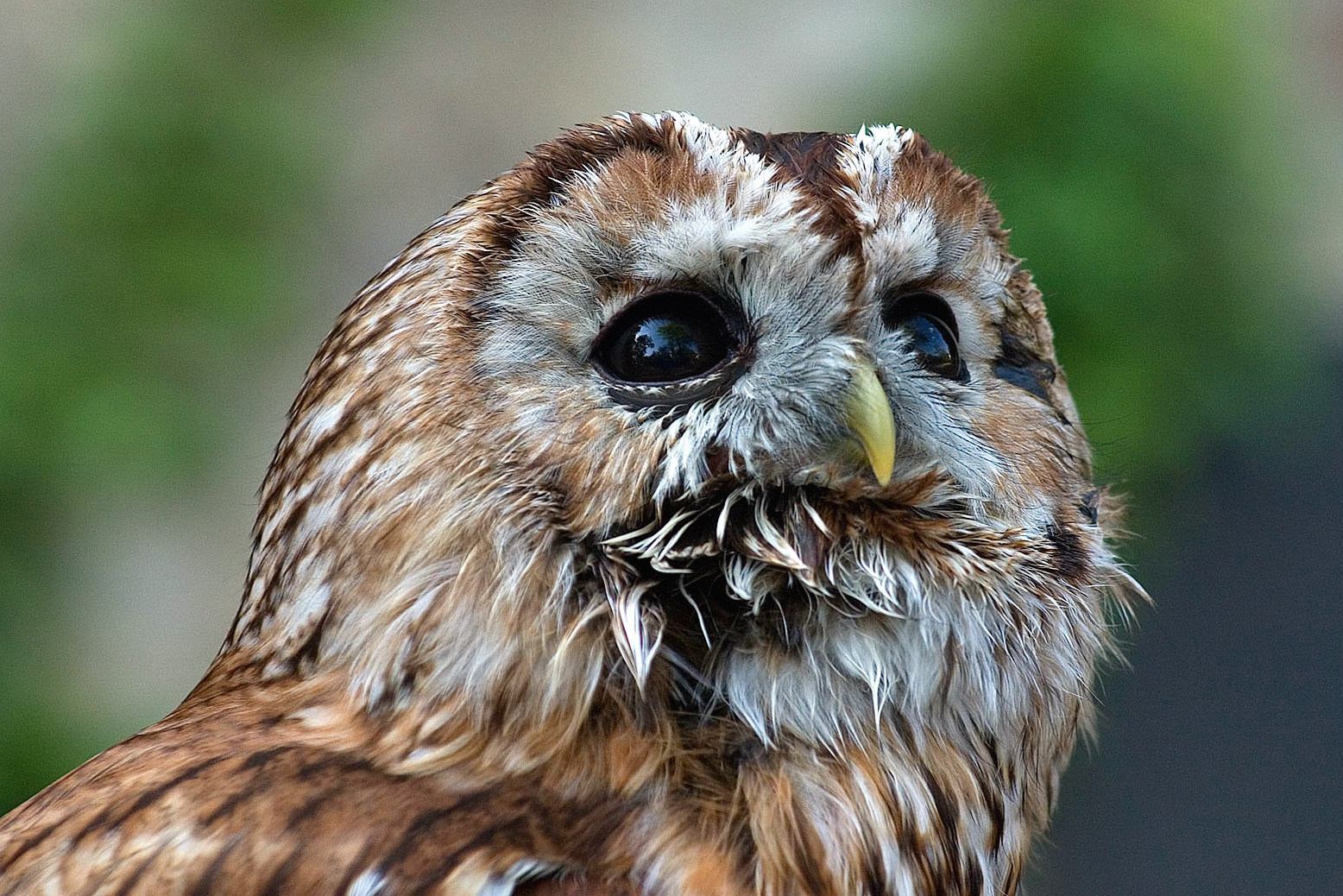
El cárabo ha sido relacionado con elementos negativos, como la muerte y la mala fortuna, y positivos, como la guía y protección.

El cárabo común, al igual que sus parientes, ha sido visto con frecuencia como un presagio de mala suerte; William Shakespeare lo retrató de tal forma en su obra Julio César, en la que inmortalizó su característico llamado.
Los cárabos son un elemento que forma parte de varios mitos y leyendas alrededor del mundo. En la mitología galesa eran asociados con Blodeuwedd, una mujer que traicionó a Lleu Llaw Gyffes en el cuento de Math fab Mathonwy del antiguo Mabinogion. Además se creía en Gales que el llamado de un cárabo entre las casas de una aldea significaba que una mujer acababa de perder su virginidad. En África, por ejemplo, para los bantúes el cárabo es pariente de los hechiceros, aunque los suajili creen que les causa enfermedades a los niños. En China son asociados con el rayo (ya que ilumina la noche) y con el tambor (porque rompe el silencio), mientras que en otras regiones se le considera una fuente de guía, auxilio y protección.